# Bourgtheroulde-Infreville
Bourgtheroulde-Infréville era una comuna francesa situada en el departamento de Eure, de la región de Normandía, que el 1 de enero de 2016 pasó a ser una comuna delegada de la comuna nueva de Grand-Bourgtheroulde al fusionarse con las comunas de Bosc-Bénard-Commin y Thuit-Hébert.

## Demografía
| Gráfica de evolución demográfica de Bourgtheroulde-Infréville entre 1800 y 2013 |
|                                                                                 |

Los datos demográficos contemplados en este gráfico de la comuna de Bourgtheroulde-Infreville se han cogido de 1800 a 1999 de la página francesa EHESS/Cassini, y los demás datos de la página del INSEE.